# سوواشوو
سوواشوو (به لهستانی:  Sułaszewo) یک روستا در لهستان است که در گمینا مارگونگن واقع شده‌است.